# لعزم يهنف يهصدق
لعزم يهنف يهصدق الحميري  (تـ 217م): ملك سبأ وذو ريدان. تولى الحكم بعد الملك ثأران يعب يهنعم مباشرة نحو سنة 214م، وفترة حكمه وجيزة جداً، فالنقوش التي تعود إلى عهده قليلة، ولا يعرف شيء عن حكمه سوى نقشان فقط (CIH 40 وJa 631). وخلفه في الحكم شمر يهحمد في شهر القيظ سنة 327 في التقويم الحميري الموافق يونيو سنة 217 بعد الميلاد (النقش المؤرخ: Kh-Umayma 5).
عاصر الملك لعزم يهصدق أواخر عهد شاعر أوتر ملك سبأ، وفي عهده لا نجد ذكر لحمير في حروب شاعر أوتر، ويظهر من أحد النقوش تحالفهما معاً، وكونا معاً جبهة متحدة لمحاربة الأحباش الذين تعاظم خطرهم بعد استحواذهم على المعافر وموزع، مما أضرّ بكل من حمير وسبأ في عهد الملك الحبشي جدرت. ومما يدعم تحالفهما ذكر الجنرال قطبان أوكن - وهو تابع للملك شاعر - في نقشه لقب العز يهنف يصدق ملك سبأ وذو ريدان وذكر في ذات النقش شاعر أوتر ملك سبأ وذو ريدان، وهو اعتراف لكل منهما للأخر بلقب ملك سبأ وذو ريدان (النقش: ZI 66). كما عاصر لعزم يهنف الملك السبئي لحي عثت يرخم الذي حمل لقب ملك سبأ وذي ريدان، والذي حافظ على اللقب والمكتسبات التي حققها شاعر أوتر.
حكم لعزم يهنف يهصدق قصر ريدان في ظفار يريم ما بين العام (214 م - 217م)، وبدأ الدور السياسي لحمير يواجه منافسة من قبل الأحباش الذين سيطروا على المعافر بسبب تحالف علهان نهفان وحضرموت مع الأحباش ضد الملك ثأران يعب. وازداد خطر الأحباش في عهده على حمير إذ تعرضت ظفار لغارة حبشية بمساعدة رماة من المعافر بقيادة (بيجة) ولد النجاشي جدرت، فقام القيل (قطبان أوكن الجرتي) التابع للملك شاعر أوتر بمساعدة الحميريين من مقره في ناعط، وباغت الأحباش ليلا ثم عُزز جيش قطبان أوكن الجيش الحميري بقيادة الملك العز يهنف، فقتلوا الأحباش في وسط المدينة، مما أجبر الأحباش على الانسحاب بعد معارك على إثر هزيمتهم، ثم تعقبهم الحميريون وقطبان الجرتي وقتلوا وأسروا بعضهم وأبعدوهم عن ظفار إلى المعافر. والغريب أن بني جرة ساعدوا الحميرين ليس تنفيذاً لأوامر شاعر أوتر، بل الموقف هو الذي أملا عليهم هذا الواجب، فبعد اختلافهم مع إخوتهم السبئيين في عهد سعد شمس أسرع انضموا إلى حمير، وبفضل ذلك التعاون جبر الأحباش على الانسحاب بعد معارك طاحنة، وذلك في أول عهد الملك لحي عثت يرخم خليفة شاعر أوتر (Ja 631). ولا يُستبعد أن الملك لعزم يهنف قتل في الحرب المستعرة بين الحميريين والأحباش في سنة 217م، حيث يختفي الملك لعزم في هذا العام، ويظهر في المشهد الملك شمر يهحمد.

### هوامش
1. ↑  النقشان يحملان ألقاب مختلفة، النقش الأول (CIH 40) ذكر لعزم نوفان يهصدق ملك سبأ وذي ريدان، والنقش الثاني (Ja 631) ذكر لعزم يهنف يهصدق ملك سبأ وذي ريدان. مما جعل بعض الباحثين يعتقدون أنها لملكين مختلفين، للاختلاف في اللقب الثاني. ويفترضون أن النقش الأول يعود لابن الملك ياسر يهصدق استناداً إلى النص (Av. Aqmar 1) وقدروا حكمه فيما بين عامي (130 - 135م). بينما النقش الثاني (Ja 631) يعود للملك الذي خلف ثأران يعب، وكان قبل شمر يهحمد، ومعاصر لأواخر عهد شاعر أوتر وأول أيام لحي عثت يرخم. ولكن هناك من يفترض أن النقشان لملك واحد، وأن الخطأ في كتابة اللقب كان من أحد كتاب النصين، خصوصاً أن النص (Ja 631) كتبه قائد جيش - تابع للجانب السبئي. ولشح النقوش من هذه الفترة، لا يمكن ترجيح فرضية على أخرى. نسخة محفوظة 2023-06-25 على موقع واي باك مشين.